# 东安乡 (宁明县)
东安乡，是中华人民共和国广西壮族自治区崇左市宁明县下辖的一个乡镇级行政单位。

## 行政区划
东安乡下辖以下地区：
东安社区、六丈村、板桂村、双棒村、百合村、洞品村、洞坡村和六审村。